# 프란시스코모라산주

프란시스코모라산 주의 위치

프란시스코모라산주(스페인어: Francisco Morazán)는 온두라스 중부에 위치한 주로 주도는 테구시갈파(온두라스의 수도이기도 함)이며 면적은 7,946km2, 인구는 1,680,700명(2005년 기준)이다. 주 이름은 온두라스의 국가 영웅인 프란시스코 모라산에서 유래된 이름이다. 1943년까지는 테구시갈파주라는 명칭을 사용하였다. 28개 지방 자치체를 관할한다.